# Hội Khoa học Kinh tế Việt Nam
Hội Khoa học Kinh tế Việt Nam (Vietnam Economic Association - VEA) ra đời năm 1974, tập hợp các nhà kinh tế học Việt Nam, đáp ứng yêu cầu hoạt động đối ngoại, tham gia vào các hoạt động của các tổ chức quốc tế.

## Lịch sử
Ngay sau khi thành lập 1974, VEA đã tham gia như thành viên chính thức của Hội Khoa học Kinh tế Quốc tế (International Economic Association IEA), một tổ chức quốc tế tạo điều kiện để các nhà kinh tế quốc tế giao lưu, trao đổi kiến thức và kinh nghiệm. VEA được chính phủ Việt Nam ra quyết định cho phép hoạt động ngày 1 tháng 7 năm 1975. Chủ tịch đầu tiên của hội và liên tục các khóa II, III và IV là Giáo sư Trần Phương, kiêm Hiệu trưởng Đại học Kinh doanh và Công nghệ Hà Nội. Giáo sư Trần Phương nguyên là Phó Chủ tịch Hội đồng bộ trưởng, nguyên Viện trưởng Viện Kinh tế học.
Từ khi thành lập đến đại hội lần thứ hai (1990), hội lấy hoạt động đối ngoại làm hướng hoạt động chủ yếu. Hội tham gia các hội nghị, hội thảo của IEA và gia nhập hội kinh tế của các nước thế giới thứ ba. Hoạt động học thuật ở trong nước chủ yếu dựa vào hai cơ sở: Viện Kinh tế học và trường Đại học Kinh tế - Kế hoạch Hà Nội. Cơ sở tổ chức của Hội còn yếu và lỏng lẻo.
Cơ quan ngôn luận của Hội là Tạp chí Kinh tế Việt Nam (VnEconomy).

## Các Đại hội

### Đại hội II (1990)
Đại hội lần thứ hai của hội đã mở ra một giai đoạn mới trong sự phát triển của hội. Hội chuyển hướng hoạt động - đẩy mạnh hoạt động ở trong nước và phát triển tổ chức của hội. Trong một thời gian ngắn, tổ chức của hội đã mở rộng về quy mô. Hội Khoa học Kinh tế trường Đại học Kinh tế Quốc dân và Hội Khoa học Kinh tế và Quản lý Thành phố Hồ Chí Minh thành lập trước Đại hội II đã gia nhập hội. Ba hội khoa học kinh tế ngành được thành lập: Hội Khoa học Kinh tế Năng lượng, Hội Khoa học Kinh tế Cơ khí và Hội Khoa học Kinh tế Nông Lâm nghiệp. Tổ chức hội cũng được hình thành ở các tỉnh Quảng Nam - Đà Nẵng, Quảng Ngãi, Sơn La, thành phố Nam Định, một số trường đại học và viện nghiên cứu. Các tổ chức của hội đã cố gắng tìm kiếm nguồn lực, thực hiện được nhiều hoạt động phong phú và đa dạng. Một số đơn vị nghiên cứu, đào tạo và tư vấn khoa học của các nhóm nhà kinh tế tự nguyện tập hợp nhau lại đã được hội hỗ trợ thành lập và bảo trợ về mặt pháp lý và khoa học.
Tổng Thư ký là PGS Lê Vinh.

### Đại hội III (2001)
Cho đến trước Đại hội III (năm 2001) của hội, Trung ương Hội đã thành lập được một trường đại học (Đại học Quản lý và Kinh doanh Hà Nội), một tòa soạn báo (Thời báo Kinh tế Việt Nam), 18 trung tâm nghiên cứu, đào tạo, tư vấn khoa học. Khoảng hơn 1000 nhà khoa học đã được thu hút vào hoạt động của các tổ chức đó. 20 chi hội với 500 hội viên đã được thành lập tại các cơ sở đó.
Hội có những hoạt động trong các lĩnh vực:
- Nghiên cứu khoa học, tư vấn và giám định
- Phổ biến kiến thức
- Đào tạo
- Báo chí và xuất bản
- Đối ngoại

Đại hội đại biểu toàn quốc lần thứ III của hội họp tháng 6 năm 2001 tại Hà Nội. Đại hội đã khẳng định những hướng hoạt động chính của hội là mở rộng và phát triển các hoạt động nghiên cứu, triển khai, tư vấn, phản biện, phổ biến kiến thức sao cho thực sự có ích đối với xã hội, đúng luật pháp và hỗ trợ có hiệu quả cho việc nâng cao kiến thức và góp phần cải thiện đời sống của các hội viên.
Các Phó Chủ tịch là GS Vũ Huy Từ, GS Phan Văn Tiệm, GS Đào Nguyên Cát, PGS Đào Công Tiến và KS Nguyễn Chước. Tổng Thư ký của Hội là Giáo sư Nguyễn Quang Thái.

### Đại hội IV (2006)
Tháng 12 năm 2006 hội đã tổ chức Đại hội lần thứ IV tại Hà Nội với 150 đại biểu chính thức từ khắp các đơn vị trong Việt Nam. Đại hội đã bầu ra Ban Chấp hành mới với 35 ủy viên trung ương nhiệm kỳ 2007-2011.
Hiện nay, hội có trên 2000 hội viên sinh hoạt trong gần 20 phân hội (các hội ngành và tỉnh thành), 26 chi hội. Có 17 đơn vị khoa học trực thuộc Trung ương Hội đang hoạt động (trong đó có 1 trường Đại học Kinh doanh và công nghệ với 10.000 sinh viên 9 chuyên ngành kinh tế và kỹ thuật, 1 tòa soạn tạp chí Tạp chí kinh tế Việt Nam và trên 20 viện, trung tâm nghiên cứu, đào tạo, tư vấn và triển khai).
Hội là thành viên của 
- Liên hiệp các Hội Khoa học và Kỹ thuật Việt Nam (VUSTA)
- Hội Kinh tế Quốc tế (IEA)
- Liên đoàn các Hội kinh tế các nước ASEAN (FAEA)